# Parque das Águas (São Lourenço)
O Parque das Águas localiza-se na cidade de São Lourenço, estado de Minas Gerais, na região dos Circuito das Águas, sendo a principal atração turística da cidade. Possui 430 mil metros quadrados de área, com nove fontes de águas minerais, cada uma com suas propriedades terapêuticas e medicinais em particular. Oferece aos seus visitantes variadas opções de lazer e relaxamento. Encontra-se dividido em duas partes, a primeira com todas as fontes de águas minerais, um balneário, jardins, gramados, alamedas, estradas entre florestas, a Ilha dos Amores e um lago com 90 mil metros quadrados com pedalinhos e barcos para os turistas. O Parque II, como é chamado, possui quadra de vôlei, rugby, futevolei, futebol, pista de cooper e bicicleta, peteca e 4 duchas de água mineral sulfurosa para banhistas.

## Balneário
No balneário, com seus serviços hidroterápticos incluem aparelhagem de fisioterapia, banho turco, limpeza e hidratação de pele, duchas escocesas, aplicação de infravermelho e sauna. No tratamento de diversas disfunções como hipertensão arterial, arritmia, insuficiência cardíaca, atrite e outras, os banhos com águas carbogasosas são indicados, estimulando a pele e o sistema respiratório. Alguns destes tratamentos só podem ser aplicados com orientação médica. O Balneário localiza-se ao lado do lago e é um dos cartões postais da cidade de São Lourenço.

## Propriedades terapêuticas das águas

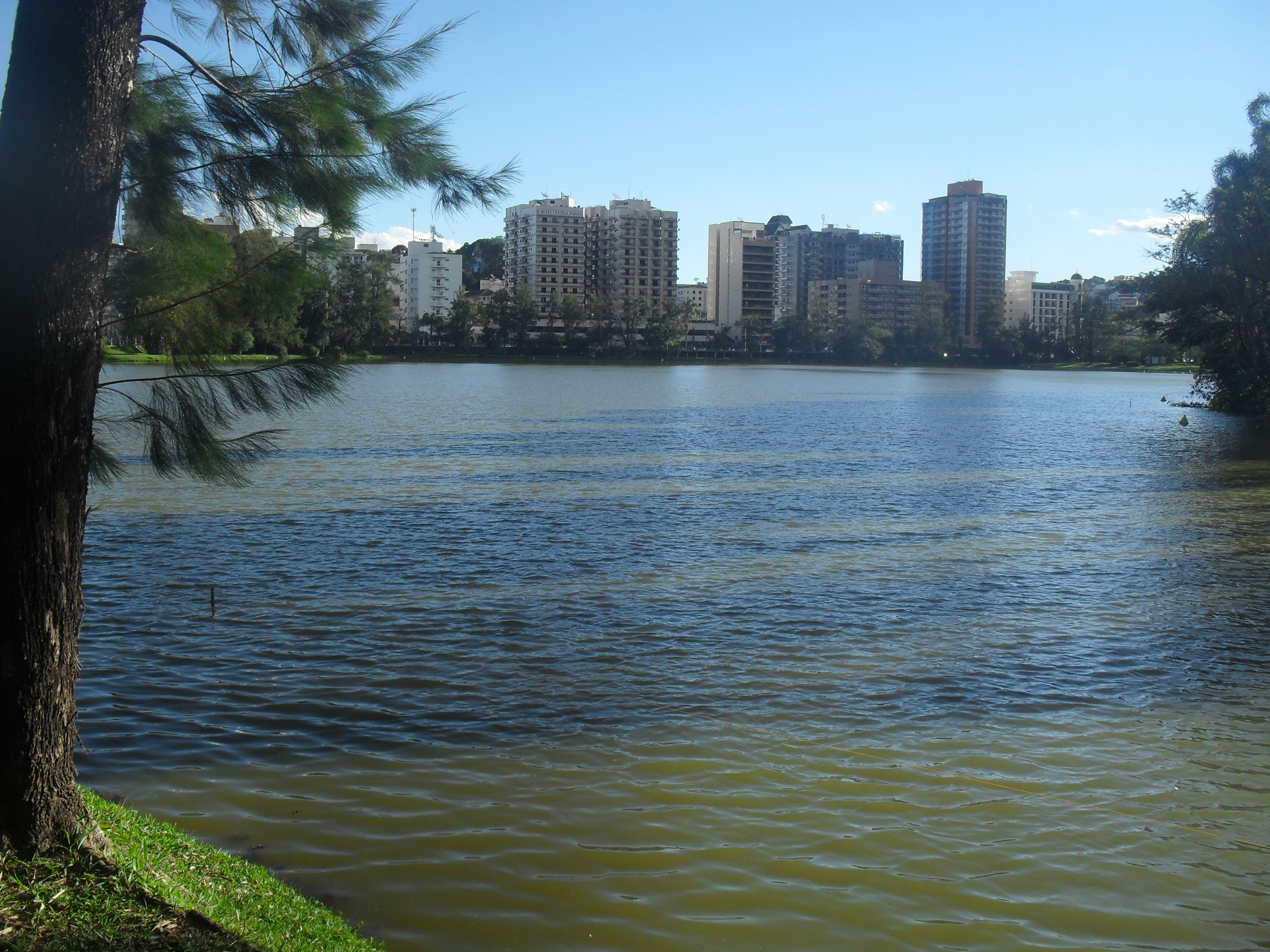
Lago do parque

As águas Alcalina 3 e Alcalina 5 são excelentes para os rins, lavando-os. Mas existem alguns casos excepcionais, o renal crônico não pode beber muita água. Tudo que ele ingere é medido, então o especialista faz um balanço hídrico. Em Algumas patologias renais, o tratamento tem que ser muito bem administrado. Não só auxiliam no tratamento das doenças, como ajuda a sair do ambiente de estresse, segundo a Dra. Maria Celina.

## Parque II
Anexado há pouco tempo ao parque, o Parque II está ainda com sua vegetação em desenvolvimento. A comunicação terrestre entre os dois parque é através de um túnel que se localiza no sub-solo da Rua Saturnino da Veiga. Planejado para servir de teatro ao ar livre onde ocorre eventualmente um Encontro de Carros Antigos. É também muito utilizado para o banho nas duchas do parque.

## Administração
Atualmente o Parque das Águas é administrado pela Minalba Brasil, que além de cuidar de toda a estrutura do parque,  também capta, engarrafa e distribui a água de São Lourenço para o Brasil e exterior.